# Регенгу-Гранде
Регенгу-Гранде (порт. Reguengo Grande)  —  район (фрегезия) в Португалии,  входит в округ Лиссабон. Является составной частью муниципалитета  Лориньян. По старому административному делению входил в провинцию Эштремадура. Входит в экономико-статистический  субрегион Оэште, который входит в Центральный регион. Население составляет 1562 человека на 2001 год. Занимает площадь 15,52 км².
Покровителем района считается Святой Доминик (порт. São Domingos). 